# Queen Alexandra's Royal Naval Nursing Service
Queen Alexandra's Royal Naval Nursing Service (Nederlands: "Koningin Alexandra's Koninklijke Verpleegdienst") (QARNNS) is een onderdeel van de Britse Koninklijke Marine.
Ten tijde van de Krimoorlog had de Britse marine nog geen goed opgeleide verplegers en verpleegsters. Het was de verdienste van Florence Nightingale dat dit gemis onder de aandacht van regering en publiek werd gebracht. Het vak van verpleegster had bijzonder weinig aanzien. 
In 1883 werd voor het eerst gepleit voor een goed georganiseerde en goed opgeleide staf van verpleegsters. In 1884 werd daarop de geüniformeerde Naval Nursing Service ingesteld. Deze verpleegsters werden op land gestationeerd, eerst in Haslar en Plymouth.
In 1902 verbond koningin Alexandra, de echtgenote van koning Eduard VII van het Verenigd Koninkrijk, haar naam aan de Naval Nursing Service. Ze werd beschermvrouwe van wat Queen Alexandra's Royal Naval Nursing Service ging heten. Sindsdien is steeds een van de vrouwelijke leden van het Britse Koninklijk Huis beschermvrouwe. Deze rol wordt sinds 1955 door Prinses Alexandra vervuld.
De QARNNS werd in de Eerste Wereldoorlog sterk uitgebreid met honderden vrijwilligers uit de in 1910 in het leven geroepen Royal Naval Nursing Service Reserve en het Britse Rode Kruis.
Ook in de Tweede Wereldoorlog speelde de QARNNS een belangrijke rol.
De affiliatie met de marine werd in 1977 compleet. Tot 1977 was QARNNS technisch een aparte dienst van de marine. Op 31 maart 2000 werd de QARNNS volledig in de marine opgenomen.
Op 31 maart 1983 werd de eerste mannelijke verpleger aangenomen in de QARNNS.